# Ortiz (Stadt)
Ortiz ist die Hauptstadt des gleichnamigen Bezirks Ortiz im Nordwesten des Bundesstaates Guárico in Venezuela. Der Ort hatte im Jahr 2010 etwa 8459 Einwohner.
Ortiz entstand im Laufe des siebzehnten Jahrhunderts als eine Siedlung von spanischen Viehzüchtern, die vorwiegend aus dem Baskenland kamen. Ortiz war zweimal Hauptstadt Guáricos.
Ortiz ist ein Hauptthema im Roman Casas Muertas von Miguel Otero Silva.

## Verkehr
Ortiz ist durch die Nationalstraße 2 mit dem Rest des Landes verbunden. Diese Straße führt in nördlicher Richtung über Parapara und Flores nach San Juan de los Morros. In südlicher Richtung führt die Nationalstraße ins 90 km entfernte Calabozo.